# Puls Biznesu
Puls Biznesu – ogólnopolski dziennik gospodarczo-biznesowy ukazujący się od 1997 roku. Opisuje najważniejsze fakty z wielu branż przydatne w codziennym funkcjonowaniu polskich przedsiębiorców, menedżerów i inwestorów. Wydawcą dziennika jest Bonnier Business Polska, spółka należąca do szwedzkiej grupy wydawniczej Bonnier.
„Puls Biznesu” koncentruje się na tematyce biznesowej. Opisuje polską gospodarkę głównie z poziomu przedsiębiorstw i sektorów, a dopełnieniem tych informacji są zagadnienia makroekonomiczne. Tematy polityczne poruszane są w kontekście biznesowym, np. w zakresie wpływu zmian ustawodawstwa na warunki prowadzenia działalności gospodarczej.
Dziennik czytany przez kilkadziesiąt tysięcy osób, zarówno przedstawicieli wielkiego biznesu, jak i właścicieli małych i średnich firm oraz inwestorów indywidualnych. Jest głównym źródłem informacji dla drobnych inwestorów.
Studenci kilkunastu szkół wyższych (uniwersytetów, uczelni ekonomicznych i technicznych) mają bezpłatny dostęp do treści premium „Pulsu Biznesu”.

## Serwis internetowy
Pb.pl to serwis informacyjny adresowany do inwestorów, kadry zarządzającej i właścicieli firm, będący cyfrową wersją dziennika „Puls Biznesu”. Codziennie dostarcza około 100 artykułów na temat finansów i gospodarki. Wersja online „Pulsu Biznesu” zawiera wszystko to, co wydanie papierowe oraz dodatkowe treści i materiały dedykowane tylko online, m.in. tweety ważnych ludzi dla polskiej gospodarki, wykresy, cytaty i tabele. Posiadacze subskrypcji mogą korzystać z rozbudowanej platformy Analizy PB, na której znajdują się analizy i prognozy kluczowych danych makroekonomicznych i sektorowych. Umożliwia ona także łatwy dostęp do bazy 5 tys. najważniejszych danych z polskiej i światowej gospodarki.
W piątki czytelnicy pb.pl mogą wysłuchać kolejnego podcastu z cyklu „PB do słuchania”.

## Redakcja[9]
- Marcin Goralewski – p.o. redaktora naczelnego[10]
- Łukasz Korycki – zastępca redaktora naczelnego
- Sylwester Sacharczuk – Puls Firmy
- Kamil Zatoński – Puls Inwestora
- Wojciech Kowalczuk – dział dodatków i sekcji tematycznych
- Tomasz Młynarski – dyrektor artystyczny
- Grzegorz Kawecki – dział foto

## Rankingi i nagrody

### Gazele Biznesu
Od 2000 roku redakcja organizuje „Gazele Biznesu” – ranking małych i średnich, najbardziej dynamicznie rozwijających się przedsiębiorstw.

### Gospodarcza Malina
Plebiscyt osób i instytucji, mających negatywny wpływ na gospodarkę. Działał w latach 2011–2014, a głosy oddawali wyłącznie czytelnicy czasopisma. Na podstawie jego wyników przyznawana była tzw. antynagroda.

## Średnia sprzedaż
| Rok  | Liczba egz.                  |
| ---- | ---------------------------- |
| 2005 | 23 789                       |
| 2010 | 18 417                       |
| 2015 | 13 284                       |
| 2020 | 9925                         |
| 2023 | 13 281 (w tym 10 576 e-wyd.) |